# Jaanimõisa
Jaanimõisa är en ort i Estland. Den ligger i Mooste kommun och landskapet Põlvamaa, i den sydöstra delen av landet, 210 km sydost om huvudstaden Tallinn. Jaanimõisa ligger 49 meter över havet och antalet invånare är 121.
Terrängen runt Jaanimõisa är mycket platt. Runt Jaanimõisa är det glesbefolkat, med 10 invånare per kvadratkilometer. Närmaste större samhälle är Põlva, 14,5 km sydväst om Jaanimõisa. I omgivningarna runt Jaanimõisa växer i huvudsak blandskog.